# Alte Abtei Drongen

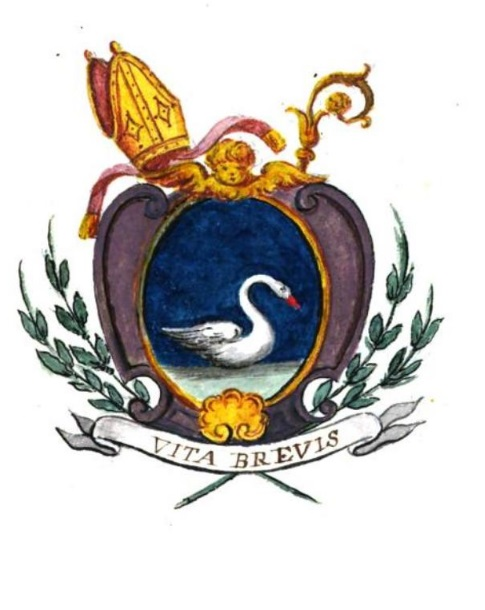

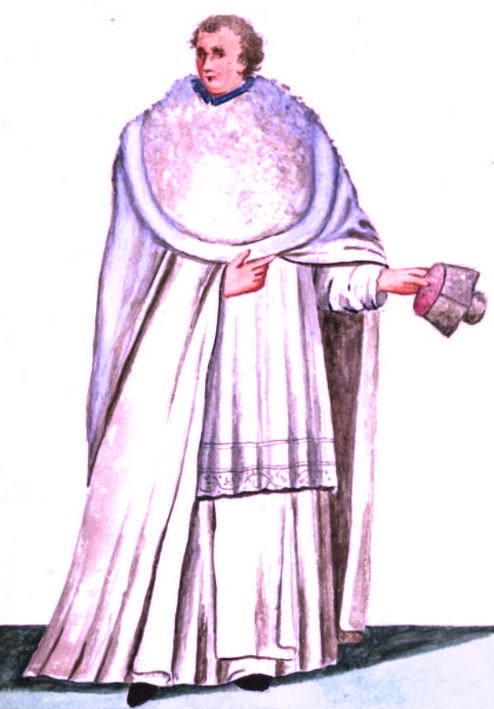
Abt von Dronghen

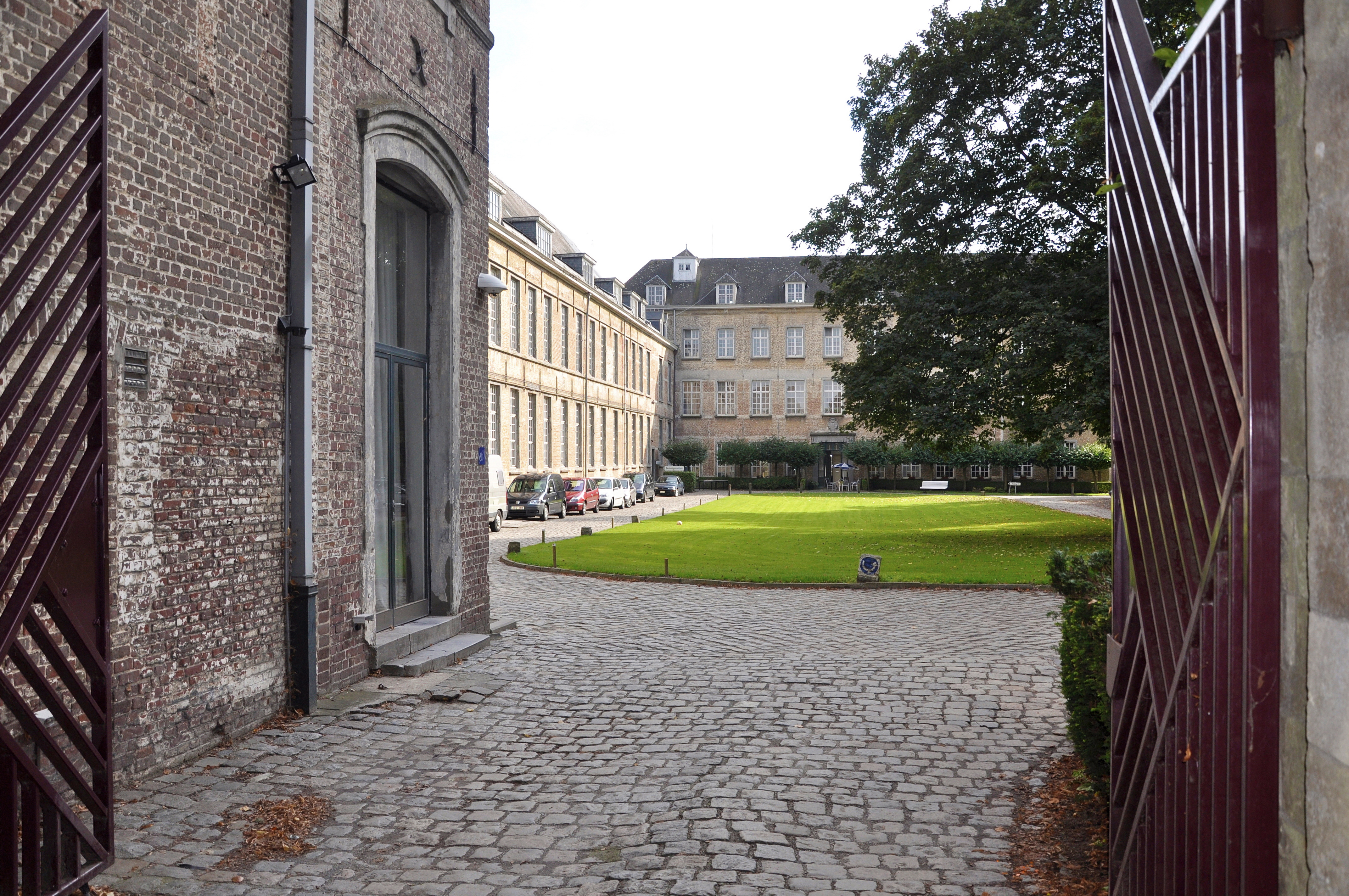
Oude Abdij, Eingang

Die Alte Abtei Drongen (niederl. Oude Abdij van Drongen) ist ein ehemaliges Prämonstratenserkloster am Stadtrand Gents (Belgien), das heute als Exerzitienhaus und Tagungszentrum genutzt wird.

## Geschichte
Der Legende nach gründete der Hl. Amand von Maastricht (600–679 n. Chr.) an einem Flussarm der Leie im 7. Jahrhundert eine Klosterzelle. Geschichtliche Hinweise für den Bestand einer monastischen Gemeinschaft finden sich allerdings zuerst für das 10. Jahrhundert. Den entscheidenden Auftrieb erlangte der Standort indes im 12. Jahrhundert: 1136 stiftete Iwein van Aalst (gest. 1145) in Salegem ein Kloster, dessen Mitglieder der Augustinerregel folgten; 1138 ließ sich diese Gemeinschaft in Drongen nieder, wo sie die Prämonstratenserregel annahm.
1566 fielen Teile der Abtei – insbesondere deren Innenausstattung, Reliquien und Teile der Bibliothek – dem reformatorischen Bildersturm zum Opfer. In den Wirren der Glaubenskonflikte und im Zuge der Erhebung der Niederlande gegen die spanische Herrschaft unter Philipp II. wurde die Abtei 1572 von Calvinisten besetzt; die Klostergemeinschaft wurde aufgehoben. Erst nachdem der Herzog von Parma Alexander Farnese (1545–1592) Gent und Umgebung für die spanische Krone zurückerobert hatte, wurden auch die kirchlichen Strukturen restauriert, allerdings gelang die Wiederherstellung des Konvents – auch aufgrund der inzwischen entstandenen baulichen Schäden – erst 1698.
In der Folge der Französischen Revolution wurde die Abtei 1797 endgültig aufgelöst; die Gebäude und Ländereien wurden konfisziert und an Privatleute verkauft. Die Konventskirche wurde abgerissen.
1837 erwarb die belgische Provinz des Jesuitenordens zunächst einzelne Gebäudeteile und später die gesamte Anlage. Sie richtete dort ein Ausbildungshaus (Noviziat) ein. Später beherbergte die Anlage auch ein Juniorat und Tertiat, an dem auch nachmals berühmte Ordensmitglieder wie Constant Lievens (1856–1893) und Alberto Hurtado (1901–1952) einen Teil ihrer Ordensausbildung durchliefen. Gleichzeitig wurden Teile der Anlage als Exerzitienzentrum genutzt, das v. a. von Säkularpriestern, aber auch von Laien Zulauf fand. 1858–1859 wurde dem Komplex eine Pfarrkirche in spätklassizistischem Stil (Sint-Gerolfkerk) angegliedert. Innerhalb der alten Abtei wurde 1878 eine neue Kapelle im neogotischen Stil nach Plänen von Jean-Baptiste Béthune angelegt.
Infolge sinkenden Nachwuchses schloss der Jesuitenorden 1958 das Juniorat und 1968 das Tertiat. Das Noviziat wurde 1967 verlegt. Der Exerzitienbetrieb wurde fortgeführt. In den 1990er Jahren entstand daraus ein Exerzitien- und Tagungszentrum.

## Heutige Gestalt
Der Großteil der alten Klosteranlage, deren Gesamtumfang heute einschließlich der Gartenflächen zehn Hektar umfasst, beherbergt heute das Exerzitien- und Bildungshaus Oude Abdij Drongen, das für Einkehrtage, ignatianische Exerzitien und Fortbildungen (Gregorianischer Choral, Bibelgriechisch, Ethik, Spiritualität etc.), Vortragsveranstaltungen und ähnliche Angebote genutzt wird. Das Zentrum, das von einem Direktor geleitet wird, verfügt neben Übernachtungszimmern, Tagungs- und Speisesälen auch über drei Kapellen; die 1878 entstandene neogotische Kapelle, die heute überwiegend für Konzertveranstaltungen genutzt wird, enthält eine romantische Orgel aus der Werkstatt Charles Anneessens mit 15 Registern und 1104 Pfeifen (Baujahr 1891; Umbau 1939).
Auf dem Gelände der alten Abtei sind außerdem eine Jesuitenkommunität, die (2016) drei Personen umfasst, sowie eine geistliche Gemeinschaft der Behindertenintegration (L’Arche) angesiedelt. Seit 1998 steht die gesamte Anlage unter Denkmalschutz.